# Vítor Jacaré
Francisco Vítor Silva Costa, meglio noto come Vítor Jacaré (Caririaçu, 24 ottobre 1999), è un calciatore brasiliano, attaccante dell'América-MG.

## Caratteristiche tecniche
È un centravanti.

## Carriera
Cresciuto nel settore giovanile del Fortaleza, ha esordito in prima squadra il 10 febbraio 2018 disputando l'incontro del Campionato Cearense vinto 4-0 contro il Guarani de Juazeiro. Nel 2020, dopo una breve parentesi al Caucaia, è stato acquistato a titolo definitivo dal Ceará.